# Марзан-Кола
Марзан-Кола (перс. مرزانكلا) — село в Ірані, у дегестані Бала-Хіябан-е Літкух, у Центральному бахші, шагрестані Амоль остану Мазендеран. За даними перепису 2006 року, його населення становило 1218 осіб, що проживали у складі 299 сімей.

## Клімат
Середня річна температура становить 16,26 °C, середня максимальна – 30,20 °C, а середня мінімальна – 2,96 °C. Середня річна кількість опадів – 785 мм.
| Клімат поселення                              | Клімат поселення | Клімат поселення | Клімат поселення | Клімат поселення | Клімат поселення | Клімат поселення | Клімат поселення | Клімат поселення | Клімат поселення | Клімат поселення | Клімат поселення | Клімат поселення | Клімат поселення |
| Показник                                      | Січ.             | Лют.             | Бер.             | Квіт.            | Трав.            | Черв.            | Лип.             | Серп.            | Вер.             | Жовт.            | Лист.            | Груд.            |                  |
| Середній максимум, °C                         | 11,16            | 11,56            | 13,95            | 19,28            | 22,86            | 27,23            | 30,16            | 30,20            | 27,35            | 22,89            | 17,60            | 13,46            |                  |
| Середня температура, °C                       | 7,06             | 7,47             | 9,85             | 15,19            | 18,77            | 23,15            | 25,49            | 25,54            | 22,70            | 18,22            | 12,94            | 8,80             |                  |
| Середній мінімум, °C                          | 2,96             | 3,38             | 5,75             | 11,10            | 14,68            | 19,05            | 20,82            | 20,88            | 18,03            | 13,56            | 8,27             | 4,12             |                  |
| Норма опадів, мм                              | 84               | 66               | 59               | 31               | 28               | 23               | 20               | 43               | 82               | 134              | 114              | 101              |                  |
| Середньомісячна швидкість вітру, м/с          | 1.81             | 2.44             | 2.50             | 2.32             | 2.30             | 2.33             | 2.49             | 2.12             | 1.93             | 1.88             | 1.95             | 1.81             |                  |
| Середньомісячна сонячна радіація, кДж/м²·день | 8499             | 10630            | 12692            | 15930            | 19775            | 21766            | 21697            | 19141            | 15677            | 12312            | 9780             | 8020             |                  |
| --------------------------------------------- | ---------------- | ---------------- | ---------------- | ---------------- | ---------------- | ---------------- | ---------------- | ---------------- | ---------------- | ---------------- | ---------------- | ---------------- | ---------------- |
| Джерело:                                      |                  |                  |                  |                  |                  |                  |                  |                  |                  |                  |                  |                  |                  |